# سیتیزن
سیتیزن (به ژاپنی: シチズンホールディングス株式会社) نام هلدینگ ساعت‌سازی ژاپنی است که شعبهٔ مرکزی آن در توکیو قرار دارد. این هلدینگ بزرگ ژاپنی توانسته محصولات با کیفیتی را راهی بازارهای جهانی کند. سیتیزن علاوه بر ساعت، ماشین حساب، چاپگر ، دستگاه های مراقبت بهداشتی را تولید می کند.
سیتیزن شرکت مادر ساعت آمریکایی بولووا نیز محسوب می شود.

## نگارخانه

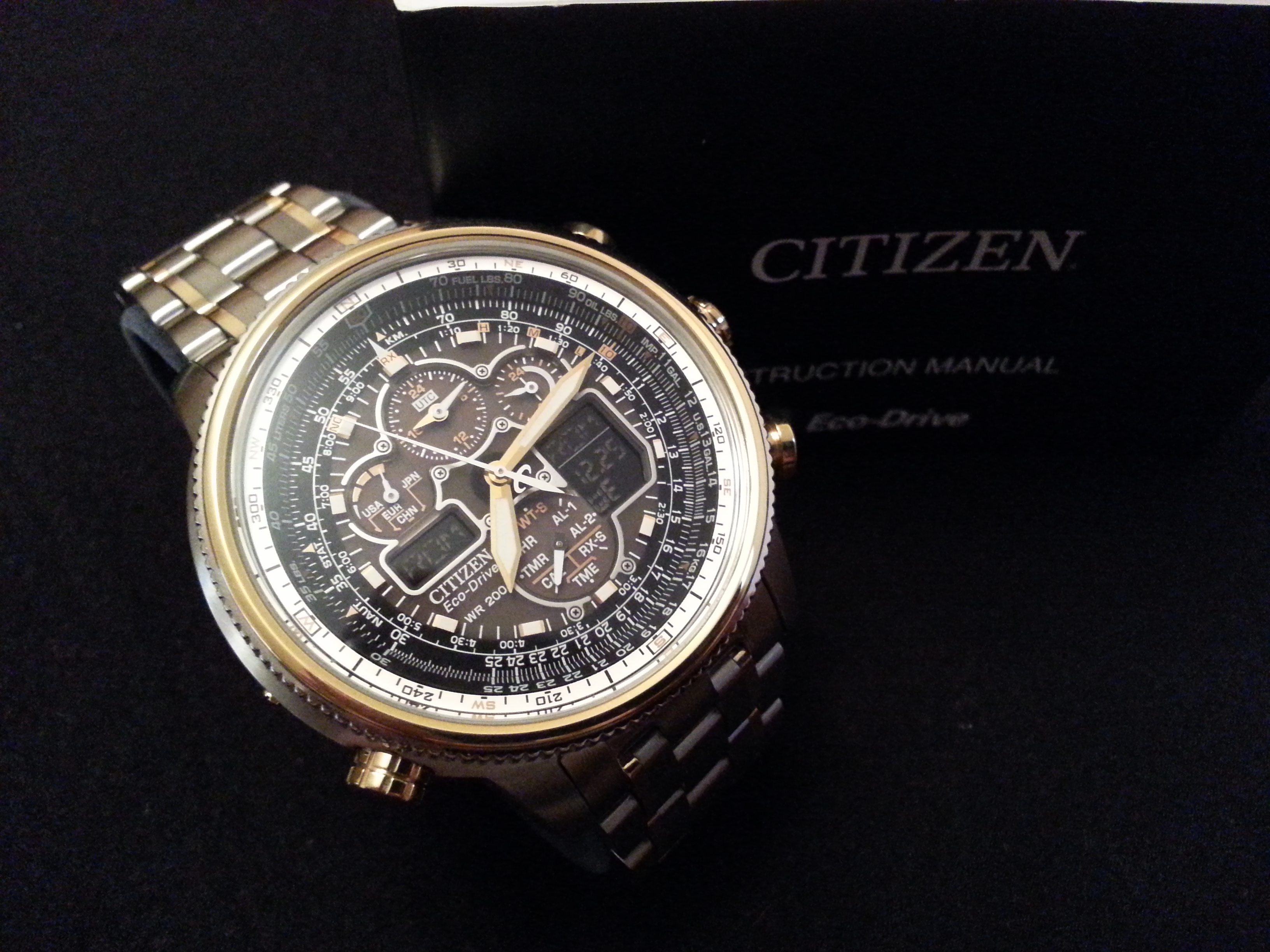
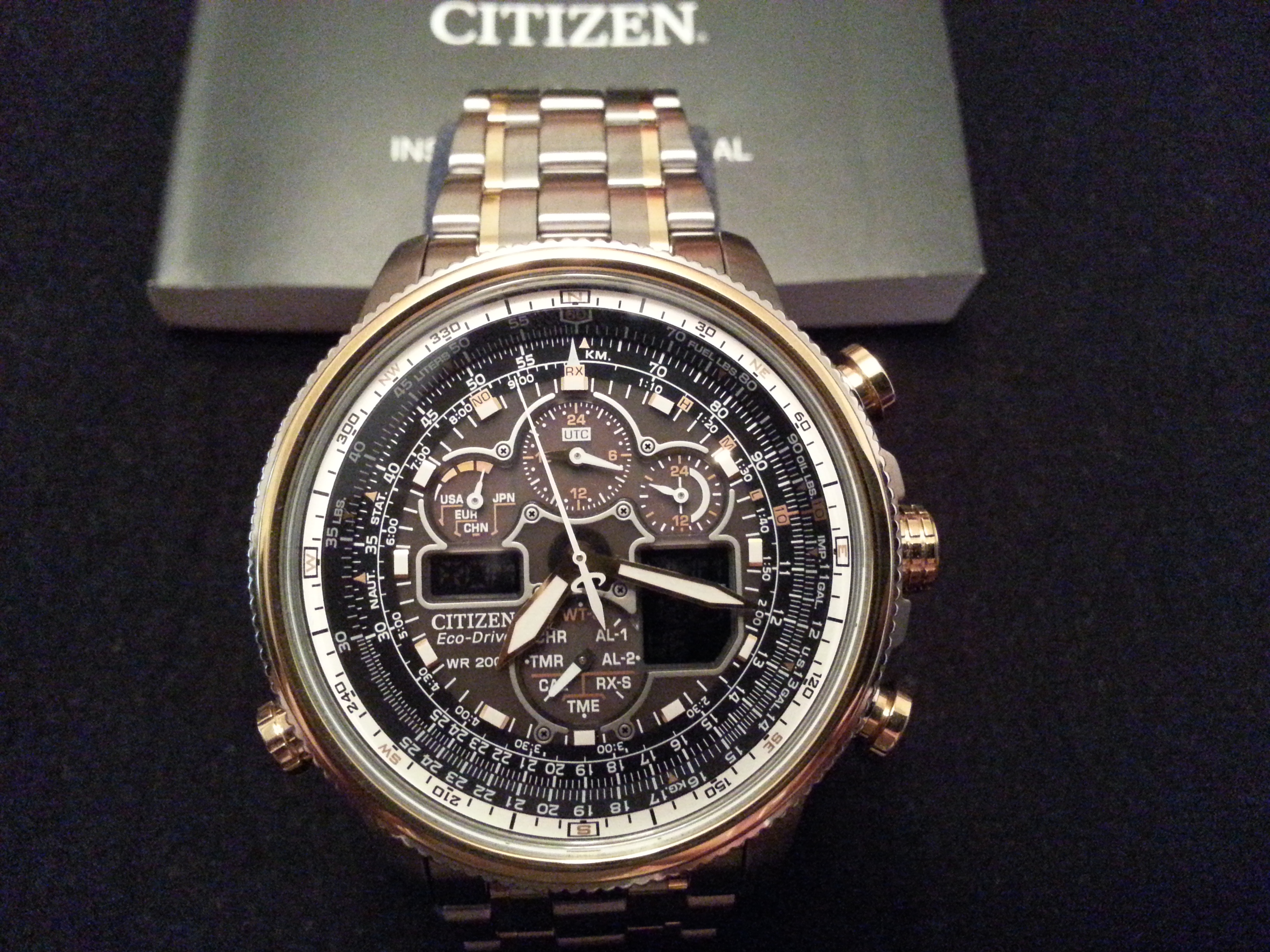
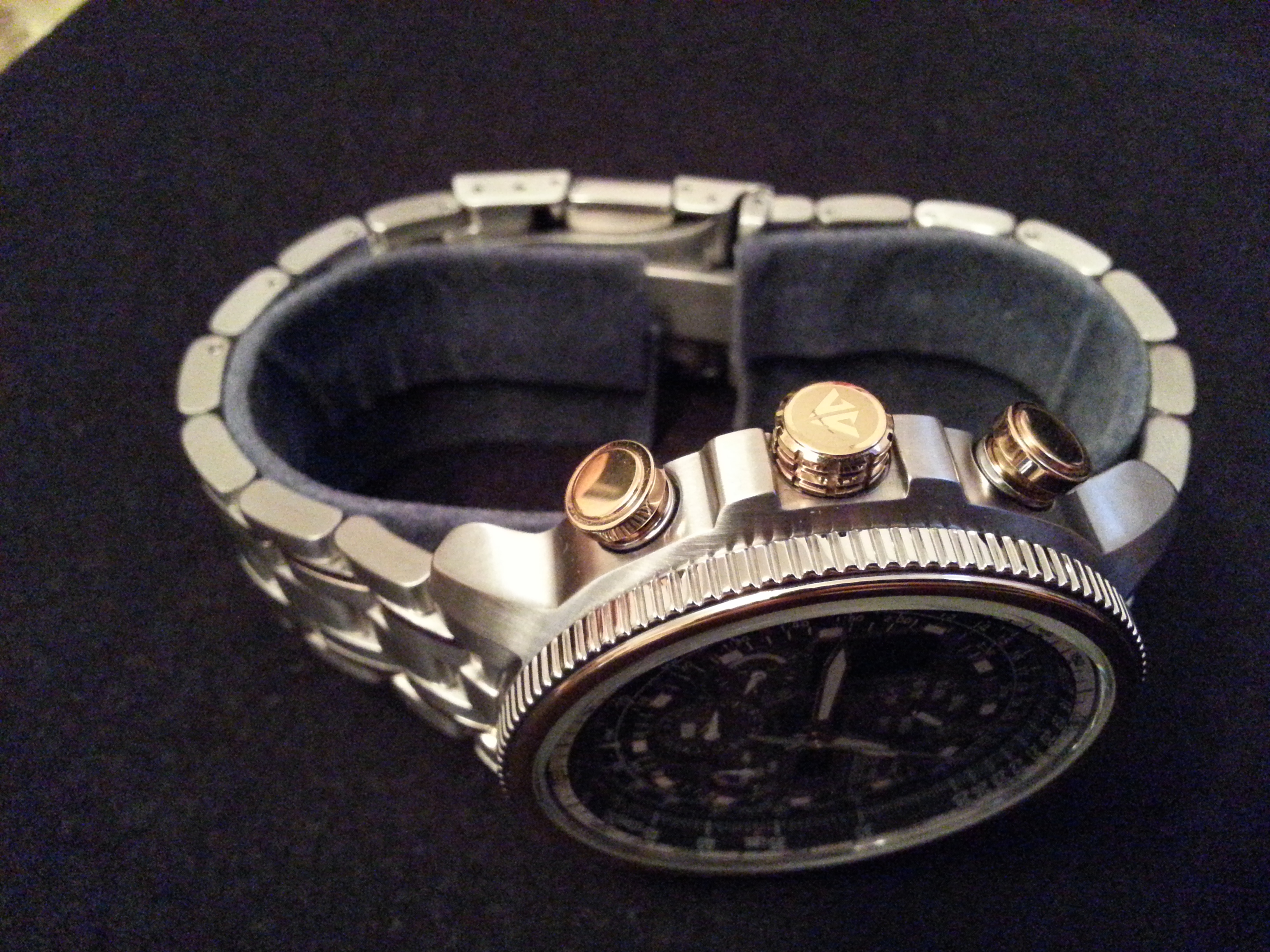
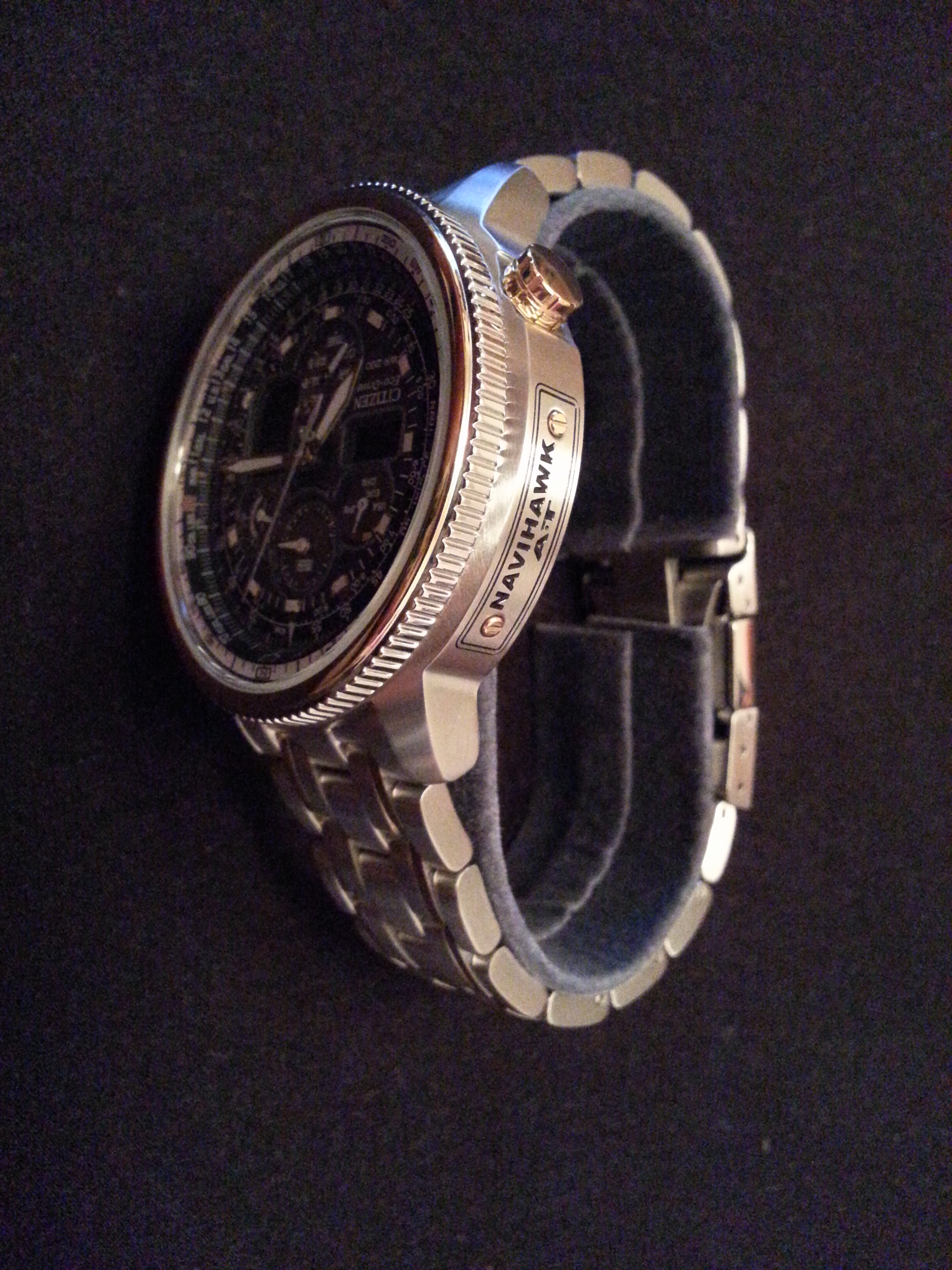
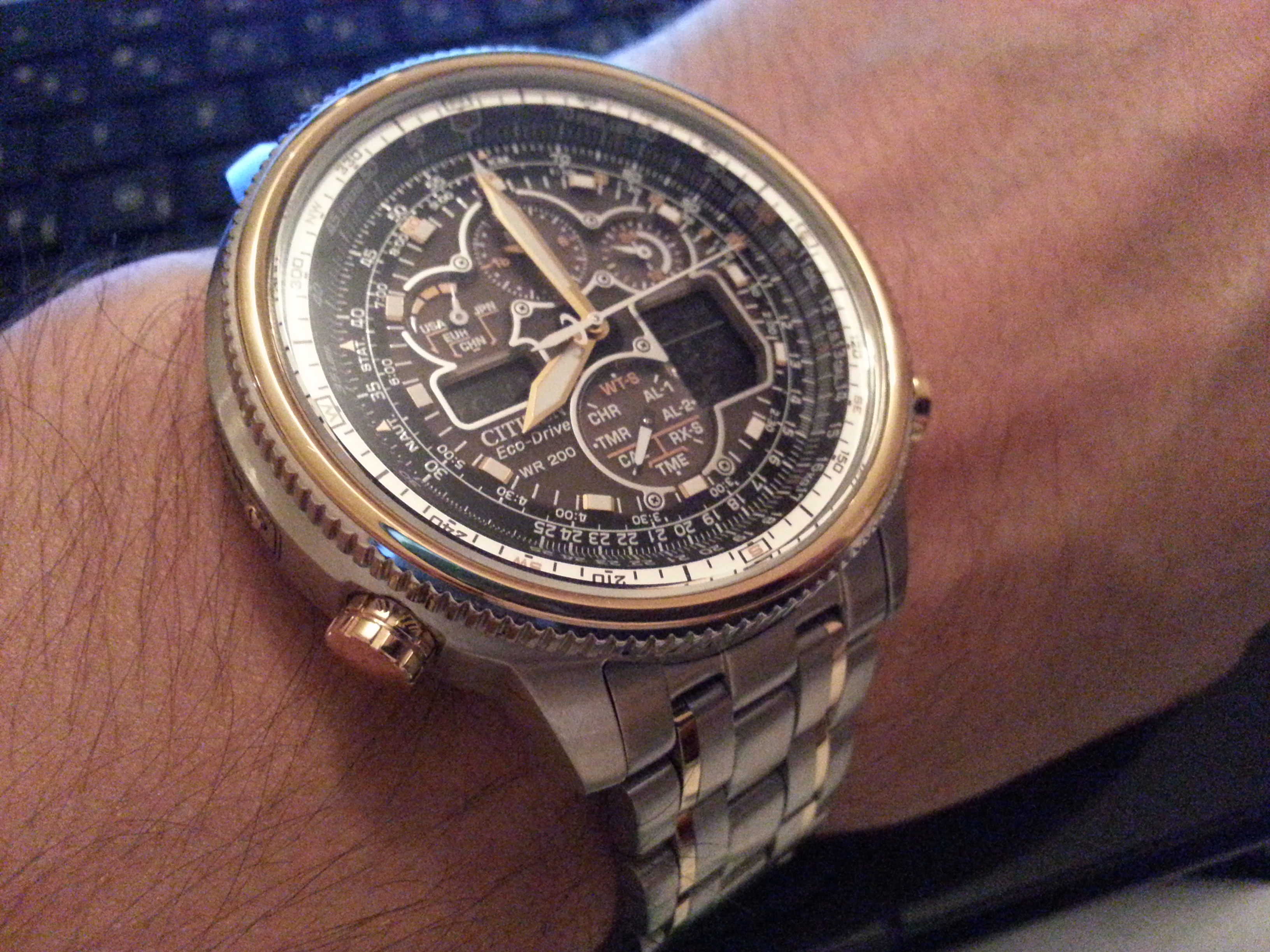